# أديل غولدبرغ (عالمة حاسوب، 1945)
أديل غولدبرغ (بالإنجليزية: Adele Goldberg) (ولدت في 22 يوليو 1945) هي عالمة حاسوب أمريكية شاركت في تطوير لغة البرمجة Smalltalk-80 والمفاهيم المختلفة المتعلقة بالبرمجة الموجهة للكائنات في حين أنها كانت باحثة في مركز أبحاث Xerox Palo Alto في عام 1970 .
ولدت غولدبيرغ في كليفلند، أوهايو وكبرت في شيكاغو . وحصلت على بكالوريوس في الرياضيات في جامعة متشيغن في ان اربور وماجيستير في المعلوماتية في جامعة شيكاغو. حصلت على الدكتوراه في المعلوماتية من جامعة شيكاغو في 1973. وعملت أيضا كباحثة زائرة في جامعة ستانفورد.
بدأت العمل في PARC وأصبحت في نهاية المطاف مديرة لمختبر نظام المفاهيم حيث هي الآن، وشاركها آلان كي، وغيرهم ليطوروا Smalltalk-80.
وشاركت غولديغ وكاي أيضا في تطوير قوالب التصميم، والتي تعتبر شائعة الاستخدام في تصميم البرمجيات وفي عام 1988 غادرت غولدبرغ PARC إلى أنظمة ParcPlace وهي الشركة التي أنشأت أدوات التطوير للتطبيقات المعتمدة على Smalltalk.
لقد شغلت منصب رئيسة رابطة أجهزة الحوسبة(ACM)من عام 1984 وحتى عام 1986.
وتسلمت جائزة أنظمة التشغيل لرابطة أجهزة الحوسبة بالاشتراك مع آلان كاي ودان انغلاس عام 1987، كما تلقت جائزة الحواسيب الشخصية لمجلة مدى الحياة عام 1990. وفي عام 1994 أدخلت كزميلة لرابطة أجهزة الحوسبة وقد طورت العديد من المفاهيم PARC بمساعدة غولد بيرغ وفريقها والتيي أصبحت أساساً تعتمد عليه واجهات المستخدم بشكل بياني مستبدلة بذلك الأنظمة المعتمدة على الأوامر السطرية القديمة ووفقاً لغولد بيرغ.. طالب ستيف جوبز بمظاهرة من أجل أنظمة Smalltalk التي رفضت غولد بيرغ تقديمها له!!
ولكن رؤساءها أمروها أخيراً بذلك..وعند هذه النقطة امتثلت راضية بهذا القرار"بالتخلي عن بالوعة المطبخ لجوبز وفريقه والذي أصبح من مسؤوليتهم. واستخدمت شركة أبل حديثاً العديد من الأفكار في Alto وتطبيقاته الخاصة كأساس لسطح المكتب في أنظمة ماكينتوش.
في عام 1988 شاركت غولدبيرغ في تأسيس أنظمة بارك بليس، وترخيص Smalltalk كرئيسة مجلس ومديرة تنفيذية، وتولت منصب رئيس المجلس حتى اندماجها في 1995 مع ديجيتوك.
شاركت في تأسيس شركة نيوميترون لـ لبالو ألتو وما زالت تعمل فيه في كاليفورنيا. وهي تعمل في بوليتيكس.

## روابط خارجية
- أديل غولدبرغ على موقع الموسوعة البريطانية (الإنجليزية)